# Gare de Suma
La gare de Suma (須磨駅, Suma-eki) est une gare ferroviaire localisée dans la ville de Kobe, dans la préfecture de Hyōgo, au Japon. La gare est exploitée par la compagnie JR West, sur la ligne Sanyō (ligne JR Kobe). Le numéro de gare est JR-A68.

## Situation ferroviaire
Établie à 4 mètres d'altitude, la gare de Suma est située au point kilométrique (PK) 7.3 de la ligne Sanyō.

## Histoire
La gare fut ouverte le 1er novembre 1888 par la compagnie Sanyo Railway. En 1906, la gare devient une halte permanente. En 1934, la gare est raccordée au réseau électrique de la ligne JR Kobe. Le 17 janvier 1995, la gare est fermée à cause du séisme de 1995 à Kobe. En 2003, la carte ICOCA devient utilisable en gare.
En 2014, la fréquentation journalière de la gare était de  12 349 personnes
| 2010   | 2011   | 2012   | 2013   | 2014   |
| 12 288 | 12 383 | 12 405 | 12 674 | 12 349 |

Installations et desserte
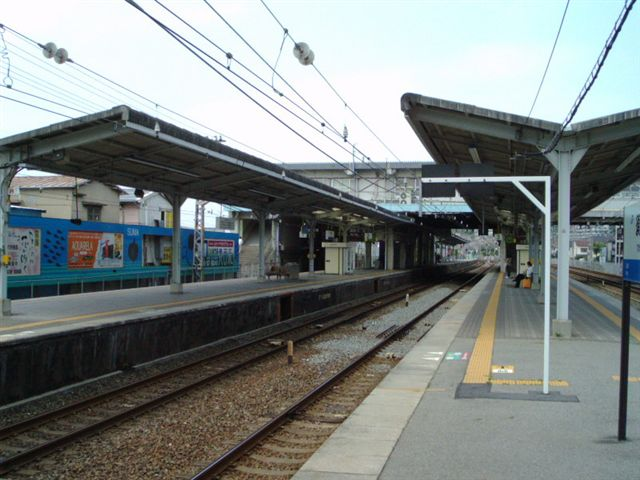
Voies et quais.
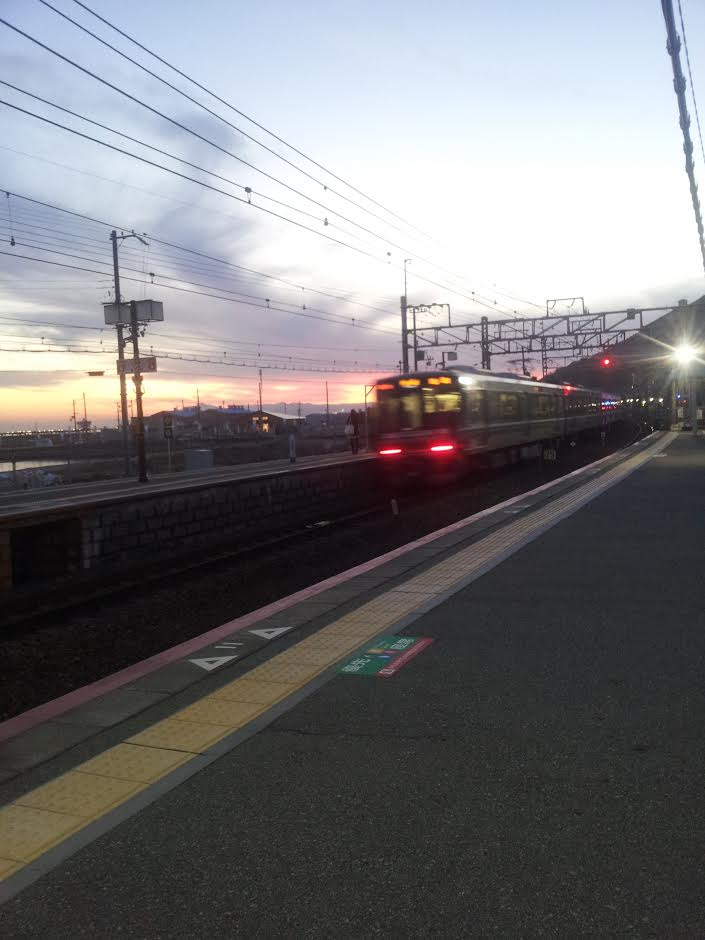
Voies et quais.

## Service des voyageurs

### Accueil
La gare dispose de billetterie automatique verte pour l'achat de titres de transport pour shinkansen et train express. la carte ICOCA est également possible pour l’accès aux portillon  d’accès aux quais.
La gare possède également un coin pour les consignes automatique.

### Desserte
La gare de Suma est une gare disposant de deux quais et de quatre voies. La desserte est effectuée par des trains rapides ou locaux.
| N° de voie | Ligne     | Direction                     |
| ---------- | --------- | ----------------------------- |
| 1・2       | A JR Kôbe | Nishi-Akashi - Himeji         |
| 3・4       | A JR Kôbe | Sannomiya - Amagasaki - Ôsaka |

### Intermodalité

#### Train
| Gare       | Ligne | Exploitant | Distance du site |
| ---------- | ----- | ---------- | ---------------- |
| Sanyo Suma | Sanyo | Sanyo      | 150m             |

### Site d’intérêt
- La plage de Suma
- Le parc de la plage de Suma
- Le parc de Sumaura
  - Un monument commémoratif de la guerre de Genpei
  - Tombe de Taira no Atsumori
  - Monument commémoratif de Yosa Buson, Matsuo Bashō, Kyoshi Takahama, Masaoka Shiki
  - Monument commémoratif du  séisme de 1995 à Kobe
- Le Sanctuaire shinto de Sekimoriinari-jinja
- Le Sanctuaire shinto de Murakamiteisya-jinja
- Le Sanctuaire shinto de Suwa-jinja
- Le Sanctuaire shinto de Tsunashikitenman-jinja
- La tour verte
- Le phare de Wadamisaki

Lieux remarquables
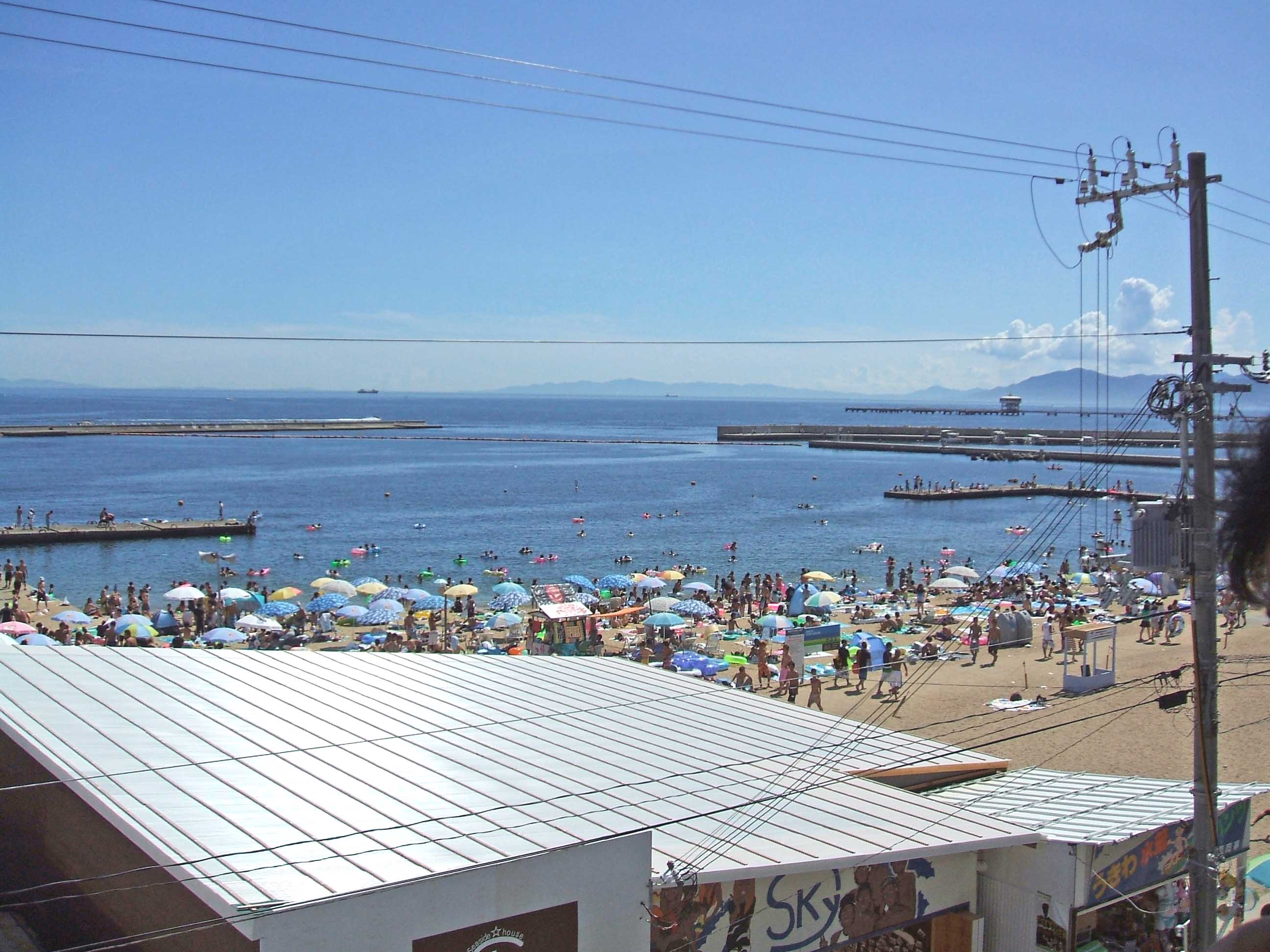
Plage de Suma l'été.
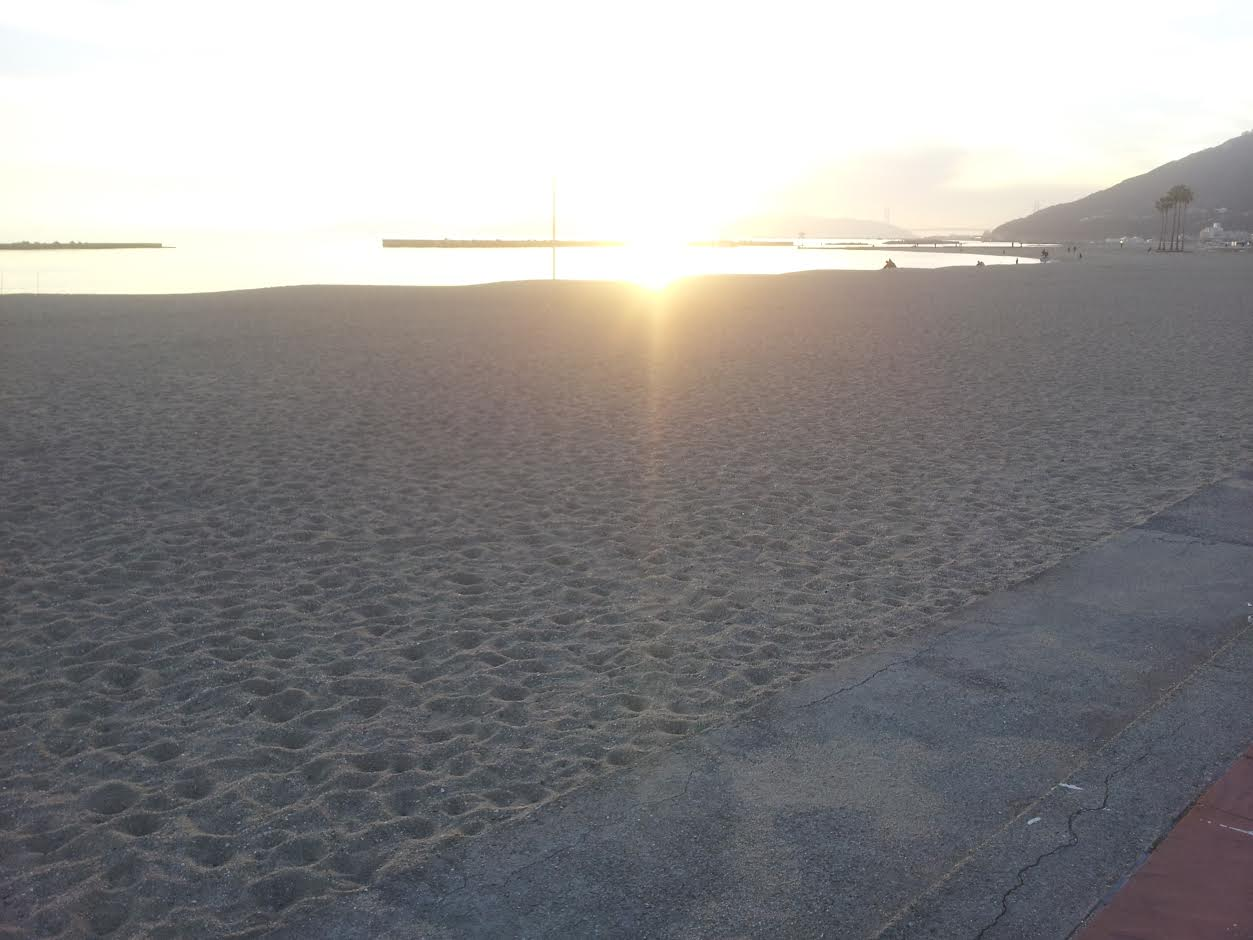
Plage de Suma au coucher de soleil.
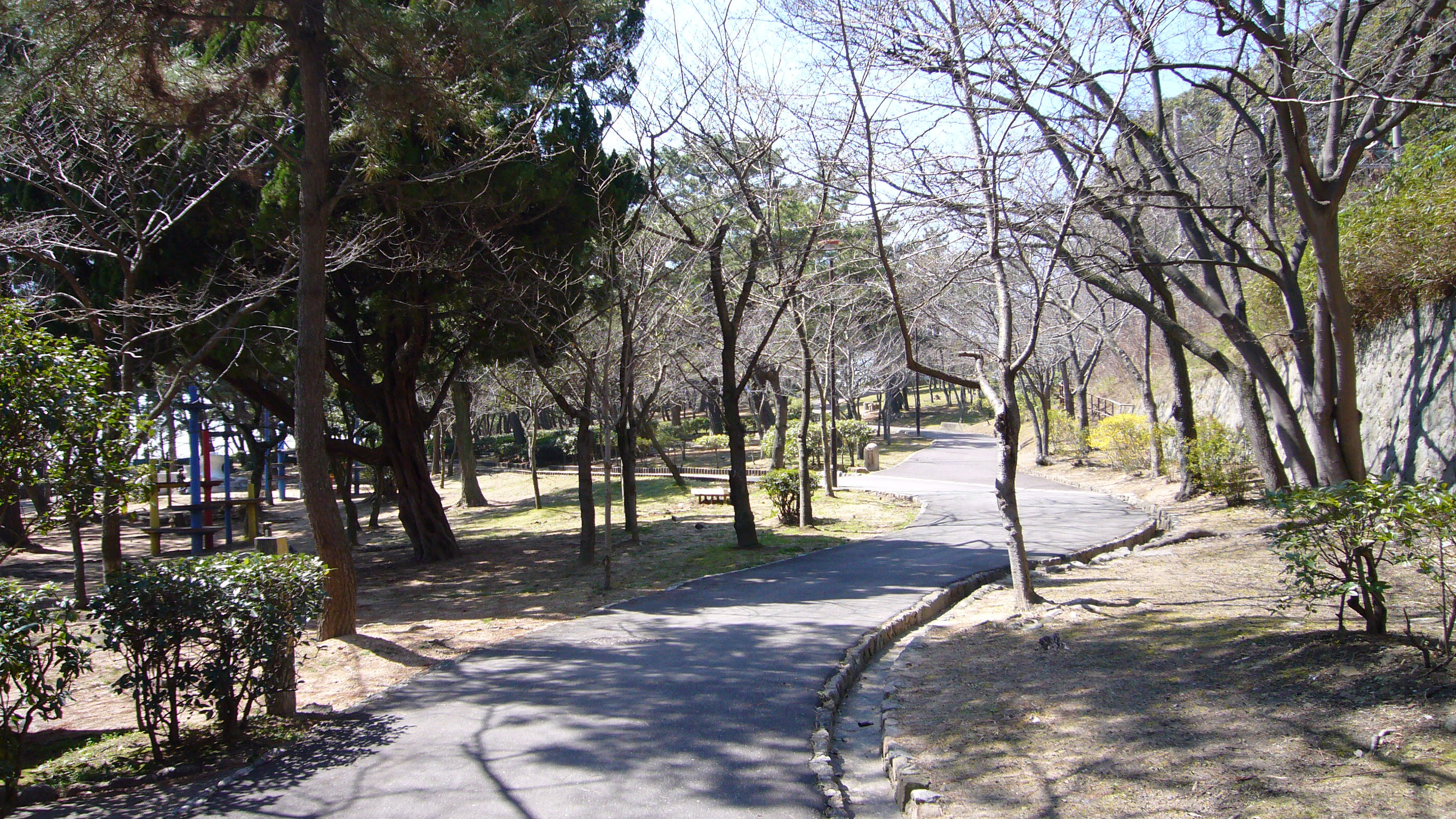
Parc de Sumaura.
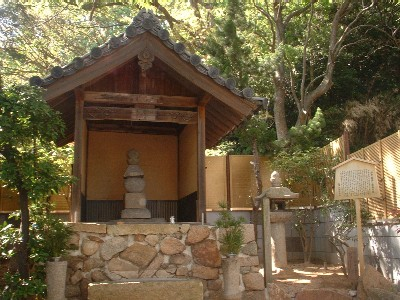
Tombe de Taira no Atsumori
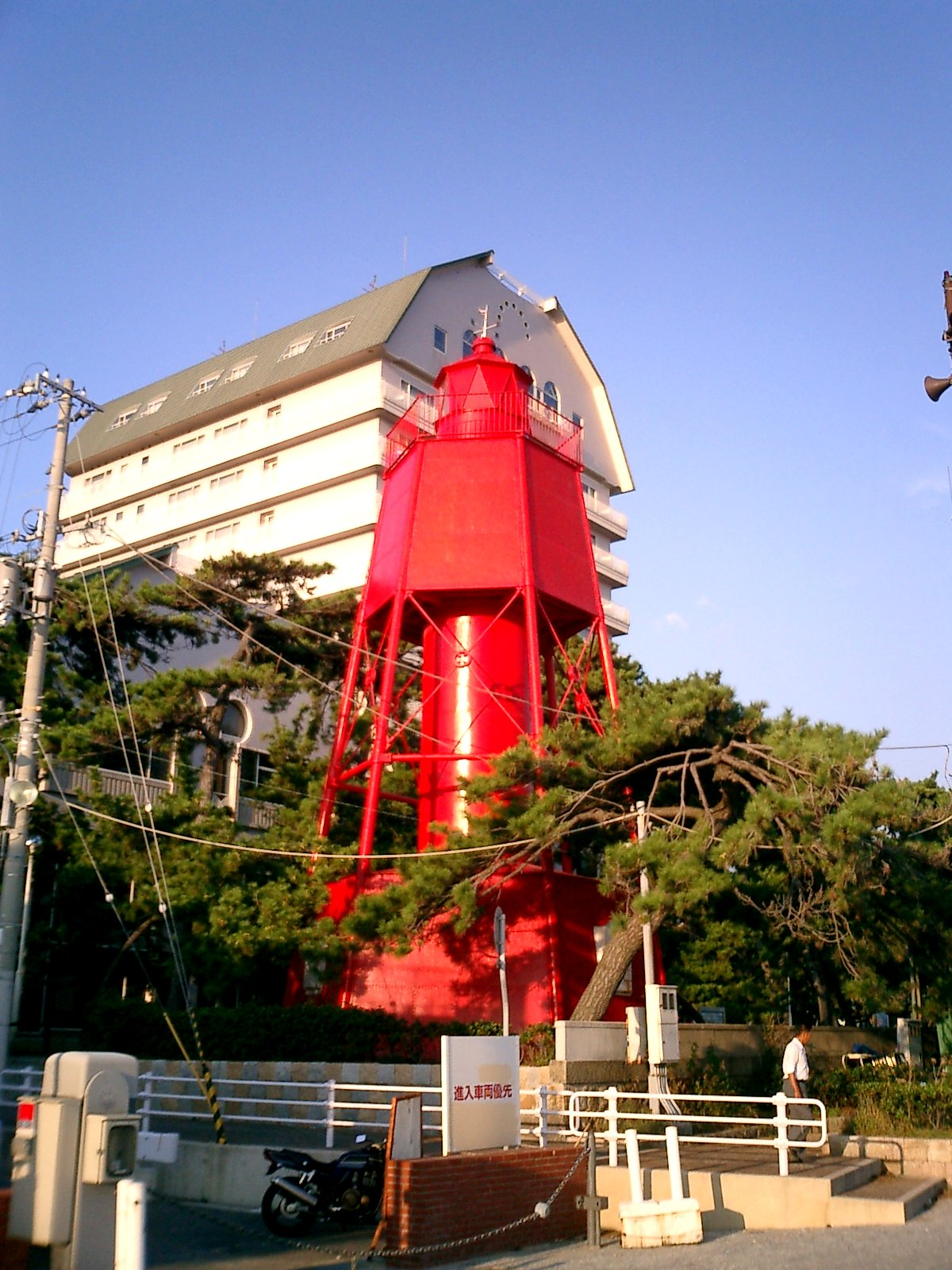
Phare de Wadamisaki